# Hypochrysops chrysanthis
Hypochrysops chrysanthis är en fjärilsart som beskrevs av Felder 1860. Hypochrysops chrysanthis ingår i släktet Hypochrysops och familjen juvelvingar. Inga underarter finns listade i Catalogue of Life.